# لاک‌پشت تگزاس
لاک‌پشت تگزاس (نام علمی: Gopherus berlandieri) نام یک گونه از تیره لاک‌پشت زمینی است.

## نگارخانه

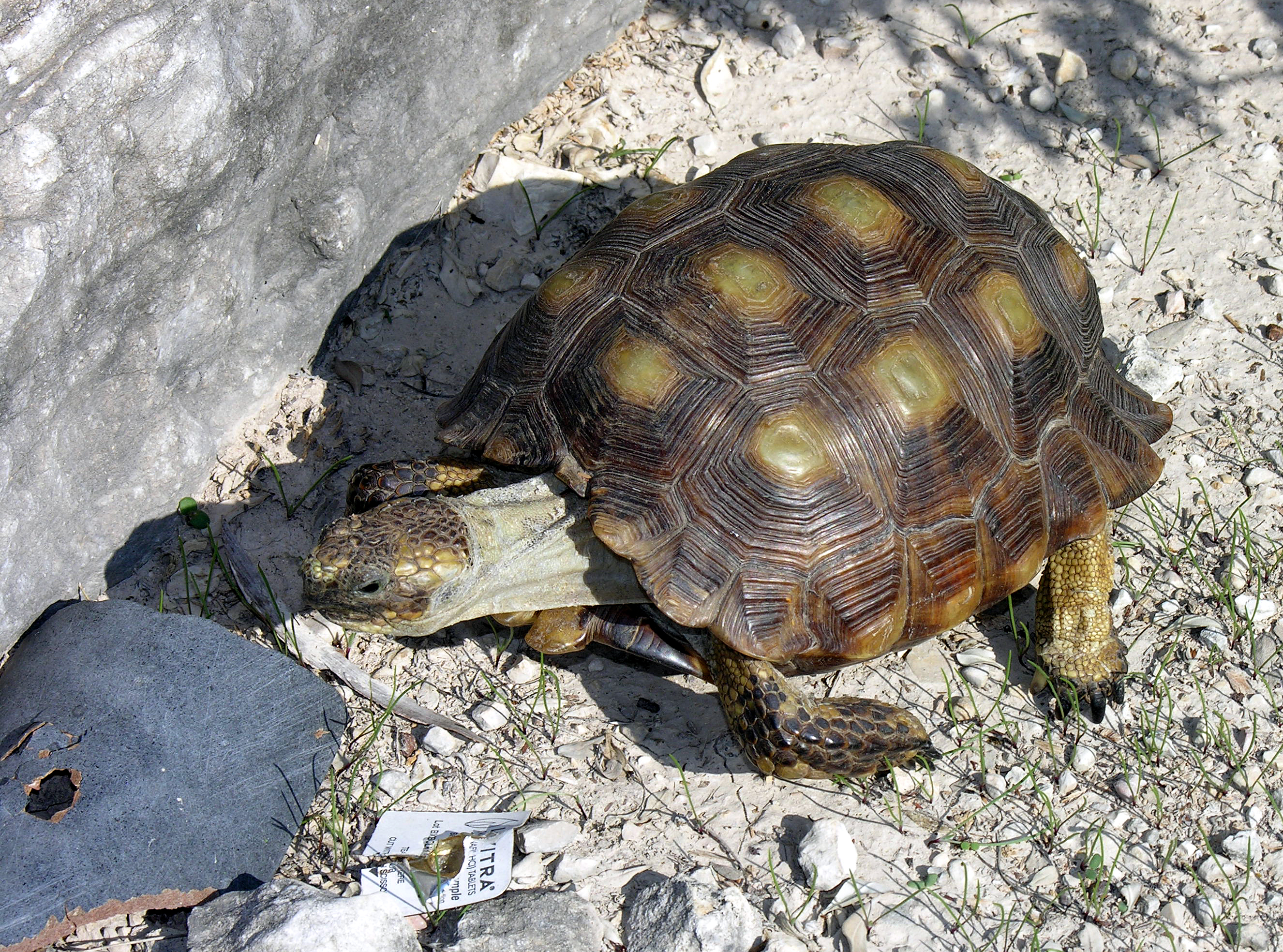
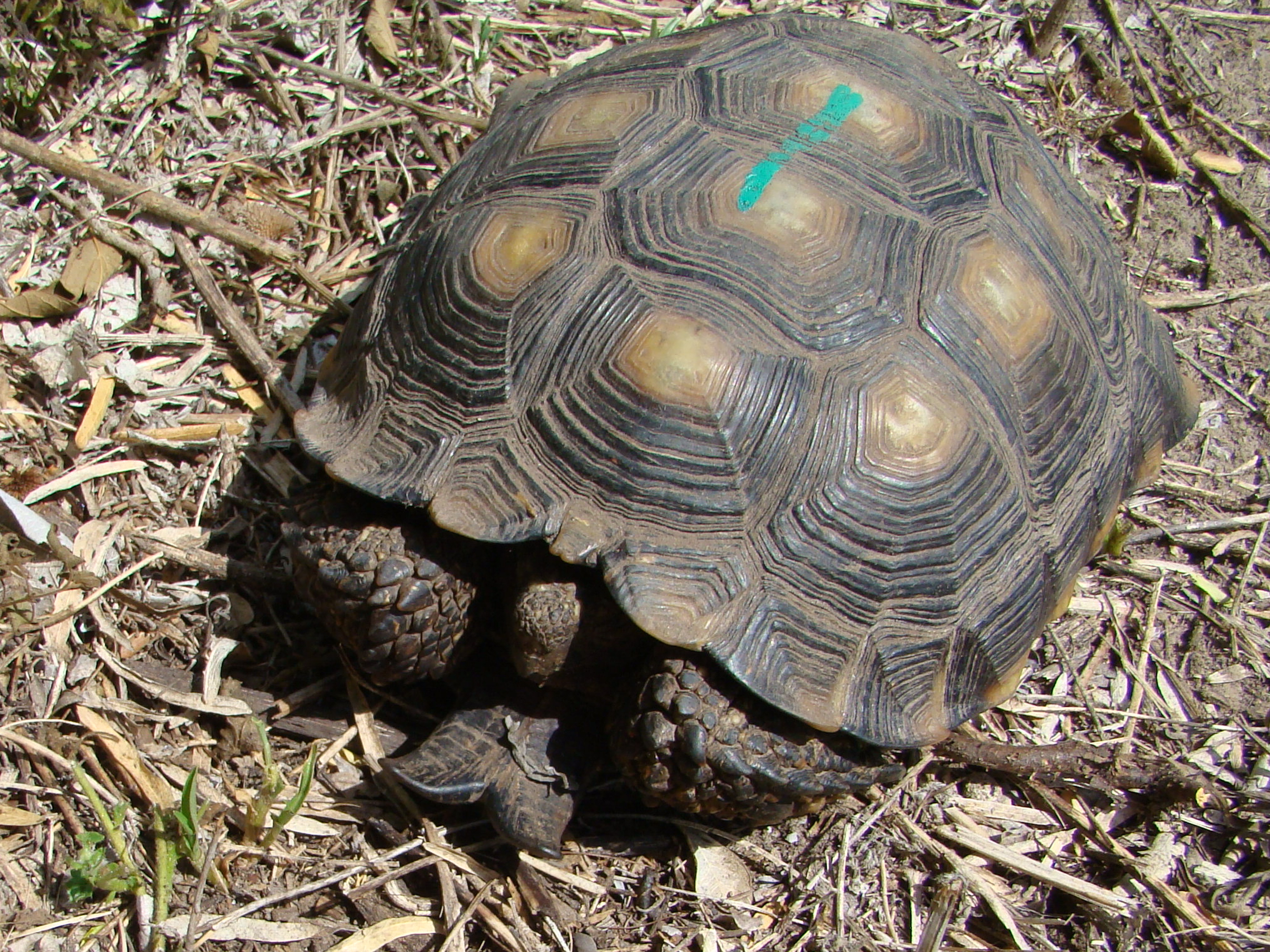
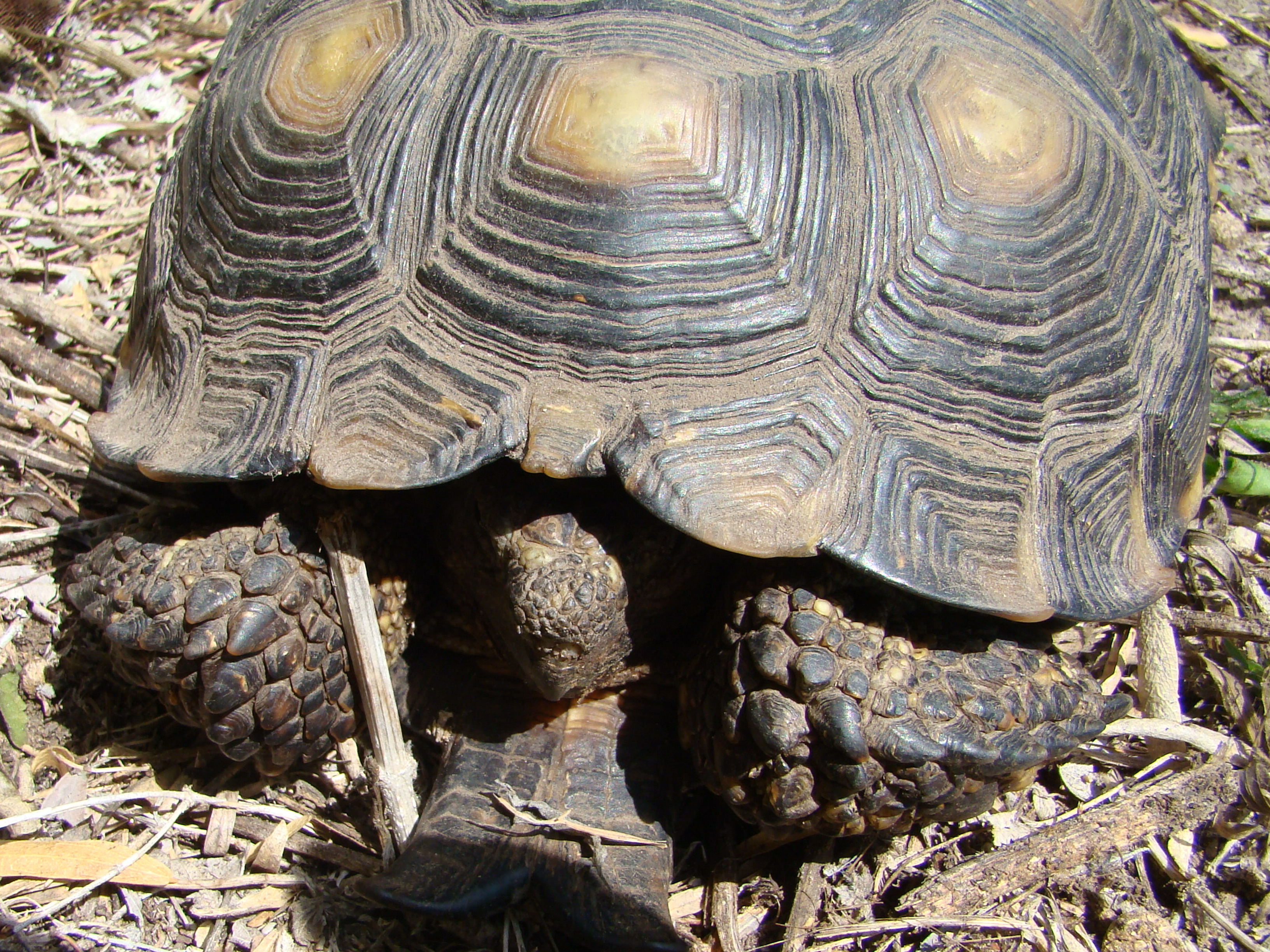
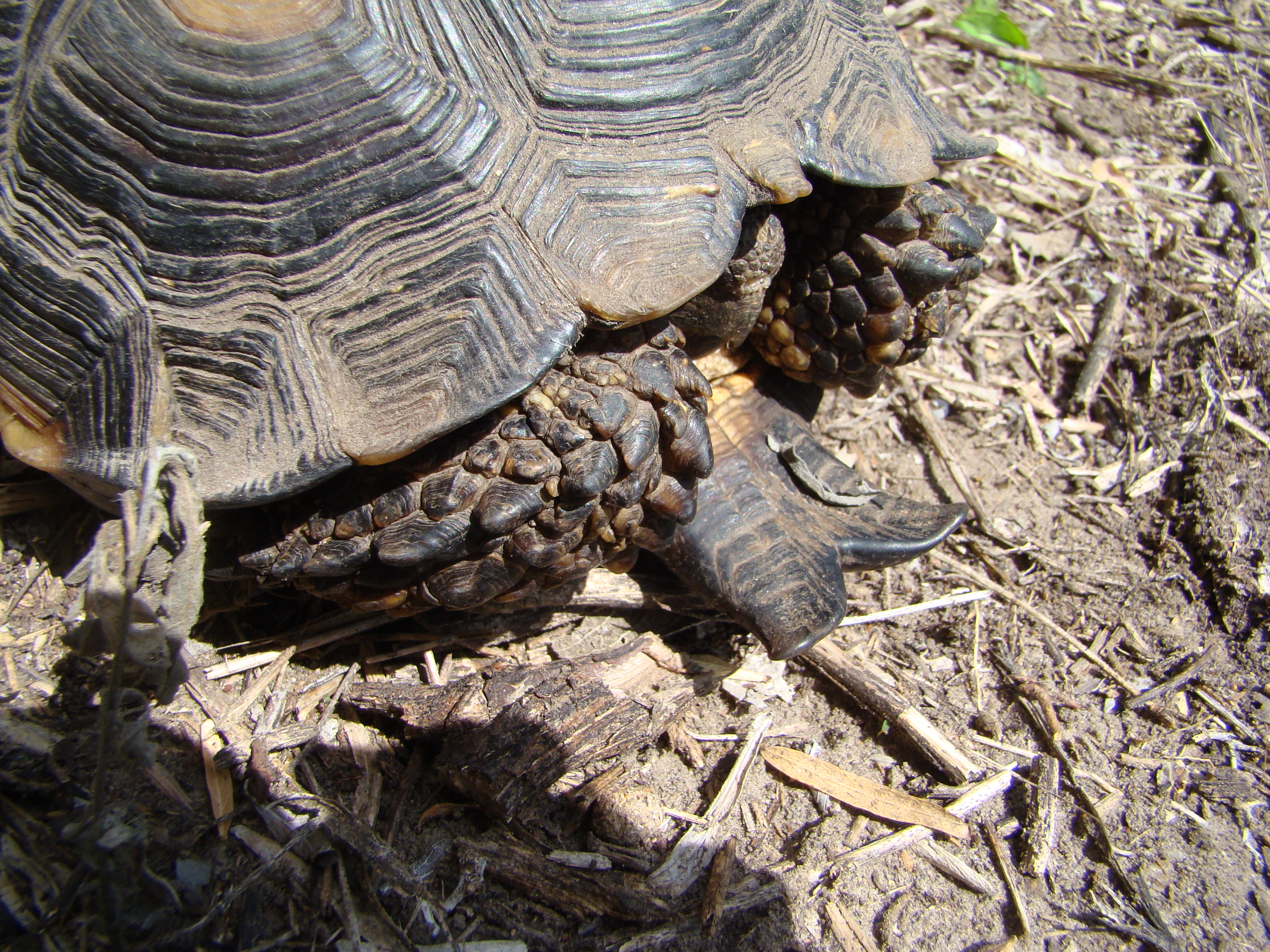